# (264077) Dluzhnevskaya
(264077) Dluzhnevskaya – planetoida pasa głównego. Została odkryta 24 września 2009 przez Timura Kriaczkę. (264077) Dluzhnevskaya okrąża Słońce w ciągu 4,71 roku w średniej odległości 2,8 j.a.
Planetoidzie tej nadano nazwę od nazwiska rosyjskiej astronom Olgi Borysowny Dłużniewskiej (ur. 1936), członkini Rosyjskiej Akademii Nauk.
Planetoida ta nosiła wcześniej tymczasowe oznaczenie 2009 SH215.